# Sulec
Sulec (znanstveno ime Hucho hucho) je sladkovodna riba donavskega porečja iz družine postrvi.

## Opis
Sulec je največja vrsta postrvi, ki živijo tudi v Sloveniji. Trup te ribe je vretenast, riba pa ima izrazito veliko glavo z velikimi usti in številnimi zobmi, kar izkazuje plenilsko naravo sulca. Po hrbtu je sivo zelene do sivo rjave barve, boki pa so svetlejši in imajo bakren pridih ter temnejše pege, razporejene predvsem nad pobočnico. Plavuti so svetlejših odtenkov, trebuh ribe pa je svetlejše sive ali skoraj povsem bele barve.
Odrasel sulec lahko zraste do 135 cm in lahko tehta do 35 kg. Ujeli so celo rekorden primerek, ki je tehtal okoli 50 kg. Te ribe spolno dozorijo v četrtem ali petem letu starosti, pri velikosti med 65 in 70 cm, drstijo pa se od oktobra do sredine februarja, ko temperatura vode doseže med 6 in 9 °C. V času drsti se zatečejo v manjše pritoke, kjer se drstijo v parih. Ikre odlagajo v posebne jamice, ki jih v prodnatem dnu z repom skopljejo samice. Ikre se razvijejo po 30 do 35 dneh.
Osnovna hrana odraslih sulcev so ribe, mlajše ribe pa se prehranjujejo z raznimi vodnimi nevretenčarji in z ribjim zarodom.

## Razširjenost in uporabnost
Sulec je riba srednje hitrih vodotokov in v Sloveniji poseljuje spodnji del postrvjega pasu in celotni pas lipana. Mlade ribe sprva živijo v manjših pritokih, kasneje pa se preselijo v večje vodotoke. Naselitveno območje sulca je donavsko porečje, čeprav so ga od tam bolj ali manj uspešno razselili po celem svetu, celo na Japonsko.
V Sloveniji poseljuje Savo Bohinjko, Savo, Savinjo, Ljubljanico s pritoki, Soro, Mirno, Dravo, Krko, Kolpo in njihove pritoke, v preteklosti pa je poseljeval tudi Muro, od koder je v zadnjih desetletjih povsem izginil. Poseljuje tudi vse čistejše reke na Balkanskem polotoku.
Danes sulca najbolj ogroža onesnaženje voda, pa tudi regulacija toka rek. Ponekod ga ogroža tudi pretiran izlov, saj velja sulec za eno najbolj zanimivih rib za športni ribolov. V zadnjih desetletjih poteka intenzivna vzreja mladic sulca v ribogojnicah, v Sloveniji pa je sulec tudi ena izmed najbolj zavarovanih ribjih vrst. Med varovalne ukrepe sodi lovopust, ki traja od začetka marca do konca septembra, najmanjša lovna mera ter omejitev števila ulovljenih rib. Zakonsko so opredeljeni tudi načini ribolova na sulca. Poleg teh ukrepov se izvaja tudi zavarovanje delov rek, kjer živi sulec in zavarovanje njegovih drstišč. Zadnje čase se je povečalo tudi vlaganje mladic v zanje primerno okolje.